# علی‌اصغر شعرباف
علی‌اصغر شعرباف (تولد ۱۳۱۰، تهران درگذشت ۱۳۹۵)، از استادان برجسته معماری سنتی و مرمت بناهای تاریخی در ایران است. علی اصغر شعرباف از آخرین بازماندگان معماران سنتی تهران محسوب می‌شود.

## زندگی‌نامه
استاد علی‌اصغر شعرباف، استاد برجسته هنرهای وابسته به معماری، در سال ۱۳۱۰ خورشیدی در تهران متولد شد. او از سن ده سالگی به امر پدرش استاد حاج محمد شعرباف به کار تزیینات معماری که حرفه خانوادگی آنها بود پرداخت. پدربزرگ او، استاد حاج عباس پیوند، از استادان برجسته زمان خود بوده و لقب پیوند نیز به دلیل توانایی او در جابجایی پایه‌ها از زیرتاقها و اتصال اجزا معماری به یکدیگر به وی داده شده بود. اصغر شعرباف در زمان جوانی از تجربه استادان ماهر و زبردستی چون استاد حسین لرزاده، استاد حاج محمد معمار کاشانی و نیز پدر خویش، کاشی تراشها و کاشی کار منجمله ابراهیم کاظم پور تجربه‌های بسیار کسب کرد و توانست در سنین جوانی به تنهایی انجام کارهای تزیینات معماری بویژه ترسیمات گره‌ها و کاربندی‌ها را بر عهده گیرد.
از جمله فعالیت‌های معماری وی می‌توان کارهای وی در مسجد جامع ساوه، مسجد اعظم قم، مسجد سپهسالار، مدرسه سپهسالار (شهید مطهری)، امامزاده زید تهران، مسجد حضرت ابراهیم، نمایشگاه بین‌المللی تهران، بقعه شیخ صفی در اردبیل، مسجد دانشگاه صنعتی شریف، بازار مبل ارزی یافت‌آباد، بنای شهدای هفت تیر در بهشت زهرای تهران و زیرزمین تالار الماس کاخ گلستان را نام برد.
او در کار مرمت بنا و به خصوص مرمت تزئینات بناهای کهن نیز تبحر دارد. از آن جمله می‌توان به مرمت عمارت بادگیر و تالار الماس و بخش‌های تزییناتی به ویژه حوض خانه از مجموعه کاخ‌های سعدآباد در سال ۱۳۴۰ و نیز مرمت و بازسازی سر در بنای تاریخی عالی قاپوی قزوین نام برد.

## تالیفات
- کتاب گره و کاربندی در چند جلد، ناشر سازمان میراث فرهنگی کشور
- ترسیمات دست کشیده (در دست چاپ)

## درگذشت
وی در ۲ شهریور ۱۳۹۵ به دلیل مشکلات ریوی، در سن ۸۵ سالگی درگذشت.